# ジョヴァンニ・ダ・ミラノ

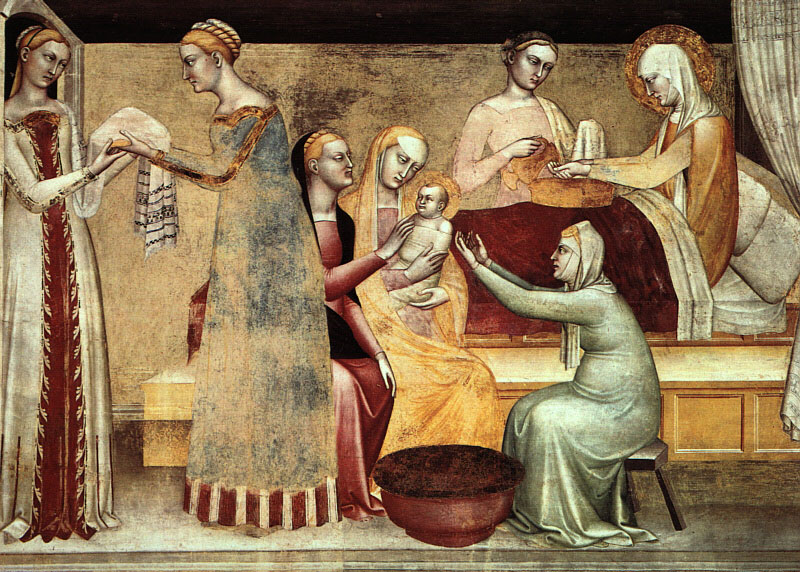
ジョヴァンニ・ダ・ミラノ『聖母誕生』
フィレンツェ、サンタ・クローチェ聖堂リヌッチーニ礼拝堂

ジョヴァンニ・ダ・ミラノ（Giovanni da Milano、活動時期：1346年 - 1369年）はイタリアの画家。フィレンツェおよびローマで活動した。ジョヴァンニ・ダ・ミラーノとも表記される。
ジョヴァンニの作風は、当時のフィレンツェの画家たち同様、ジョットの亜流と見なされている。ジョルジョ・ヴァザーリは、ジョヴァンニをタッデオ・ガッディ（有名なジョットの被保護者）の見習いだったと間違えていた。
ロンバルディア出身で、「フィレンツェのジョヴァンニ」の名前が出てくる最も古い記録（1346年10月17日）では、トスカーナに住む外国人のリストの中に、Johannes Jacobi de Commoの名前で紹介されている。
ジョヴァンニの重要な作品は以下のものがある。
- 聖者たちと聖母（1355年頃） - 「ジョヴァンニ・ダ・ミラノ」の署名がある最古のもの。プラートのSpedale della Misericordiaのために描いたもの。
- フィレンツェ、オンニサンテイ教会のために作った多翼祭壇画（1363年頃） - 現在は分割されて散在している。聖者たちと天地創造の場面が描かれている。
- 悲しみの人（1365年頃） - 板。フィレンツェ、アカデミア美術館所蔵。署名と日付のある最古のものとして知られている。
- フィレンツェ、サンタ・クローチェ聖堂リヌッチーニ礼拝堂の両側を飾るフレスコ画。一方に聖母マリアの、もう一方にマグダラのマリアの生涯が、各々5つの場面の連作として描かれている。上2列（3枚）がジョヴァンニの、下の列（2枚）はマッテオ・ディ・パチーノの作品と信じられている。

記録に残っているジョヴァンニの最後の仕事は1369年となっていて、この時ジョヴァンニはローマで、ジョッティーノならびにタッデオ・ガッディの息子たちと、ローマ教皇ウルバヌス5世のために働いたことが知られている。